# 19e étape du Tour d'Espagne 2024
Pour un article plus général, voir Tour d'Espagne 2024.
La 19e étape du Tour d'Espagne 2024 se déroule le vendredi 6 septembre 2024 entre Logroño et l'Alto de Moncalvillo dans La Rioja, sur une distance de 168 km.

## Parcours
Au départ de Logroño, cette étape riojane présente un parcours accidenté franchissant un col de 3e catégorie en milieu d'étape puis se termine par la rude montée finale de l'Alto de Moncalvillo (8,6 km avec une pente moyenne de 8,9 %), classé en 1re catégorie à l'altitude de 1 490 m.

## Déroulement de la course
L'échappée du jour se forme après une quarantaine de kilomètres. Cinq hommes la composent : les Belges Edward Planckaert (Alpecin Deceuninck) et Vito Braet (Intermarché-Wanty), le Croate Fran Miholjević (Bahrain Victorious), le Mexicain Isaac Del Toro (UAE Team Emirates) et l'Italien Simone Petilli (Intermarché-Wanty). À la mi-course, au sommet du Puerto de Pradilla, les cinq coureurs possèdent un avantage de trois minutes sur le peloton. 
Miholjević, le dernier échappé, est repris au pied de l'ascension finale. Primož Roglič attaque seul à 5 kilomètres du sommet. Il est pris en chasse par Enric Mas alors que le maillot rouge Ben O'Connor perd du terrain. Roglič augmente régulièrement son avance, gagne l'étape devant David Gaudu et s’empare du maillot rouge. Mattias Skjelmose devient le nouveau leader du classement du meilleur jeune.

## Résultats

### Classement de l'étape
| \| Classement de l'étape \| Classement de l'étape \| Classement de l'étape \| Classement de l'étape \| Classement de l'étape \| \| Coureur \| Coureur \| Pays \| Équipe \| Temps \| \| --------------------- \| --------------------- \| --------------------- \| -------------------------- \| --------------------- \| \| 1er \| Primož Roglič \| Slovénie \| Red Bull-Bora-Hansgrohe \| 3 h 54 min 55 s \| \| 2e \| David Gaudu \| France \| Groupama-FDJ \| + 46 s \| \| 3e \| Mattias Skjelmose \| Danemark \| Lidl-Trek \| + 46 s \| \| 4e \| Enric Mas \| Espagne \| Movistar Team \| + 50 s \| \| 5e \| Mikel Landa \| Espagne \| Soudal Quick-Step \| + 57 s \| \| 6e \| Carlos Rodríguez \| Espagne \| Ineos Grenadiers \| + 57 s \| \| 7e \| Eddie Dunbar \| Irlande \| Team Jayco AlUla \| + 1 min 01 s \| \| 8e \| Sepp Kuss \| États-Unis \| Team Visma \\| Lease a Bike \| + 1 min 01 s \| \| 9e \| Richard Carapaz \| Équateur \| EF Education-EasyPost \| + 1 min 03 s \| \| 10e \| Florian Lipowitz \| Allemagne \| Red Bull-Bora-Hansgrohe \| + 1 min 23 s \| |                   |            |                            |                 |
| |                   |            |                            |                 |
| Source : ProCyclingStats |                   |            |                            |                 |
| Classement de l'étape |                   |            |                            |                 |
| Coureur | Coureur           | Pays       | Équipe                     | Temps           |
| 1er | Primož Roglič     | Slovénie   | Red Bull-Bora-Hansgrohe    | 3 h 54 min 55 s |
| 2e | David Gaudu       | France     | Groupama-FDJ               | + 46 s          |
| 3e | Mattias Skjelmose | Danemark   | Lidl-Trek                  | + 46 s          |
| 4e | Enric Mas         | Espagne    | Movistar Team              | + 50 s          |
| 5e | Mikel Landa       | Espagne    | Soudal Quick-Step          | + 57 s          |
| 6e | Carlos Rodríguez  | Espagne    | Ineos Grenadiers           | + 57 s          |
| 7e | Eddie Dunbar      | Irlande    | Team Jayco AlUla           | + 1 min 01 s    |
| 8e | Sepp Kuss         | États-Unis | Team Visma \| Lease a Bike | + 1 min 01 s    |
| 9e | Richard Carapaz   | Équateur   | EF Education-EasyPost      | + 1 min 03 s    |
| 10e | Florian Lipowitz  | Allemagne  | Red Bull-Bora-Hansgrohe    | + 1 min 23 s    |

### Points attribués pour le classement par points
| Sprint intermédiaire Ventosa (km 158,9) | Sprint intermédiaire Ventosa (km 158,9) | Sprint intermédiaire Ventosa (km 158,9) | Sprint intermédiaire Ventosa (km 158,9) | Sprint intermédiaire Ventosa (km 158,9) |
| --------------------------------------- | --------------------------------------- | --------------------------------------- | --------------------------------------- | --------------------------------------- |
|                                         | Coureur                                 | Pays                                    | Équipe                                  | Point(s)                                |
| 1er                                     | Edward Planckaert                       | Belgique                                | Alpecin-Deceuninck                      | 20                                      |
| 2e                                      | Simone Petilli                          | Italie                                  | Intermarché-Wanty                       | 17                                      |
| 3e                                      | Fran Miholjević                         | Croatie                                 | Bahrain Victorious                      | 15                                      |
| 4e                                      | Isaac Del Toro                          | Mexique                                 | UAE Team Emirates                       | 13                                      |
| 5e                                      | Max Poole                               | Grande-Bretagne                         | Team dsm-firmenich PostNL               | 10                                      |
| modifier                                |                                         |                                         |                                         |                                         |

| Arrivée d'étape Moncalvillo (km 173,5) | Arrivée d'étape Moncalvillo (km 173,5) | Arrivée d'étape Moncalvillo (km 173,5) | Arrivée d'étape Moncalvillo (km 173,5) | Arrivée d'étape Moncalvillo (km 173,5) |
| -------------------------------------- | -------------------------------------- | -------------------------------------- | -------------------------------------- | -------------------------------------- |
|                                        | Coureur                                | Pays                                   | Équipe                                 | Point(s)                               |
| 1er                                    | Primož Roglič                          | Slovénie                               | Red Bull-Bora-Hansgrohe                | 20                                     |
| 2e                                     | David Gaudu                            | France                                 | Groupama-FDJ                           | 17                                     |
| 3e                                     | Mattias Skjelmose                      | Danemark                               | Lidl-Trek                              | 15                                     |
| 4e                                     | Enric Mas                              | Espagne                                | Movistar Team                          | 13                                     |
| 5e                                     | Mikel Landa                            | Espagne                                | Soudal Quick-Step                      | 11                                     |
| 6e                                     | Carlos Rodríguez                       | Espagne                                | Ineos Grenadiers                       | 10                                     |
| 7e                                     | Eddie Dunbar                           | Irlande                                | Team Jayco AlUla                       | 9                                      |
| 8e                                     | Sepp Kuss                              | États-Unis                             | Team Visma - Lease a Bike              | 8                                      |
| 9e                                     | Richard Carapaz                        | Équateur                               | EF Education-EasyPost                  | 7                                      |
| 10e                                    | Florian Lipowitz                       | Allemagne                              | Red Bull-Bora-Hansgrohe                | 6                                      |
| 11e                                    | Matthew Riccitello                     | États-Unis                             | Israel-Premier Tech                    | 5                                      |
| 12e                                    | Ben O'Connor                           | Australie                              | Decathlon-AG2R La Mondiale             | 4                                      |
| 13e                                    | Aleksandr Vlasov                       |                                        | Red Bull-Bora-Hansgrohe                | 3                                      |
| 14e                                    | Lorenzo Fortunato                      | Italie                                 | Astana Qazaqstan Team                  | 2                                      |
| 15e                                    | Cristian Rodríguez                     | Espagne                                | Arkéa-B&B Hotels                       | 1                                      |
| modifier                               |                                        |                                        |                                        |                                        |

### Points attribués pour le classement du meilleur grimpeur
| Puerto de Pradilla (km 94,3) 3e catégorie (5,2 km à 4,8%) | Puerto de Pradilla (km 94,3) 3e catégorie (5,2 km à 4,8%) | Puerto de Pradilla (km 94,3) 3e catégorie (5,2 km à 4,8%) | Puerto de Pradilla (km 94,3) 3e catégorie (5,2 km à 4,8%) | Puerto de Pradilla (km 94,3) 3e catégorie (5,2 km à 4,8%) |
| --------------------------------------------------------- | --------------------------------------------------------- | --------------------------------------------------------- | --------------------------------------------------------- | --------------------------------------------------------- |
|                                                           | Coureur                                                   | Pays                                                      | Équipe                                                    | Point(s)                                                  |
| 1er                                                       | Fran Miholjević                                           | Croatie                                                   | Bahrain Victorious                                        | 3                                                         |
| 2e                                                        | Isaac Del Toro                                            | Mexique                                                   | UAE Team Emirates                                         | 2                                                         |
| 3e                                                        | Edward Planckaert                                         | Belgique                                                  | Alpecin-Deceuninck                                        | 1                                                         |
| modifier                                                  |                                                           |                                                           |                                                           |                                                           |

| Alto de Moncalvillo (km 173,2) 1re catégorie (8,6 km à 8,9%) | Alto de Moncalvillo (km 173,2) 1re catégorie (8,6 km à 8,9%) | Alto de Moncalvillo (km 173,2) 1re catégorie (8,6 km à 8,9%) | Alto de Moncalvillo (km 173,2) 1re catégorie (8,6 km à 8,9%) | Alto de Moncalvillo (km 173,2) 1re catégorie (8,6 km à 8,9%) |
| ------------------------------------------------------------ | ------------------------------------------------------------ | ------------------------------------------------------------ | ------------------------------------------------------------ | ------------------------------------------------------------ |
|                                                              | Coureur                                                      | Pays                                                         | Équipe                                                       | Point(s)                                                     |
| 1er                                                          | Primož Roglič                                                | Slovénie                                                     | Red Bull-Bora-Hansgrohe                                      | 10                                                           |
| 2e                                                           | David Gaudu                                                  | France                                                       | Groupama-FDJ                                                 | 6                                                            |
| 3e                                                           | Mattias Skjelmose                                            | Danemark                                                     | Lidl-Trek                                                    | 4                                                            |
| 4e                                                           | Enric Mas                                                    | Espagne                                                      | Movistar Team                                                | 2                                                            |
| 5e                                                           | Mikel Landa                                                  | Espagne                                                      | Soudal Quick-Step                                            | 1                                                            |
| modifier                                                     |                                                              |                                                              |                                                              |                                                              |

### Bonifications
|   | Coureur           | Pays     | Équipe             | Secondes |
| - | ----------------- | -------- | ------------------ | -------- |
| 1 | Fran Miholjević   | Croatie  | Bahrain Victorious | 6 s      |
| 2 | Isaac Del Toro    | Mexique  | UAE Team Emirates  | 4 s      |
| 3 | Edward Planckaert | Belgique | Alpecin-Deceuninck | 2 s      |

|   | Coureur           | Pays     | Équipe                  | Secondes |
| - | ----------------- | -------- | ----------------------- | -------- |
| 1 | Primož Roglič     | Slovénie | Red Bull-Bora-Hansgrohe | 10 s     |
| 2 | David Gaudu       | France   | Groupama-FDJ            | 6 s      |
| 3 | Mattias Skjelmose | Danemark | Lidl-Trek               | 4 s      |

### Prix de la combativité
- Isaac Del Toro (UAE Team Emirates )

## Classements à l'issue de l'étape

### Classement général
| \| Classement général \| Classement général \| Classement général \| Classement général \| Classement général \| \| Coureur \| Coureur \| Pays \| Équipe \| Temps \| \| ------------------ \| ------------------ \| ------------------ \| -------------------------- \| ------------------ \| \| 1er \| Primož Roglič \| Slovénie \| Red Bull-Bora-Hansgrohe \| 76 h 43 min 36 s \| \| 2e \| Ben O'Connor \| Australie \| Decathlon-AG2R La Mondiale \| + 1 min 54 s \| \| 3e \| Enric Mas \| Espagne \| Movistar Team \| + 2 min 20 s \| \| 4e \| Richard Carapaz \| Équateur \| EF Education-EasyPost \| + 2 min 54 s \| \| 5e \| David Gaudu \| France \| Groupama-FDJ \| + 4 min 33 s \| \| 6e \| Mattias Skjelmose \| Danemark \| Lidl-Trek \| + 4 min 47 s \| \| 7e \| Carlos Rodríguez \| Espagne \| Ineos Grenadiers \| + 4 min 55 s \| \| 8e \| Florian Lipowitz \| Allemagne \| Red Bull-Bora-Hansgrohe \| + 5 min 55 s \| \| 9e \| Mikel Landa \| Espagne \| Soudal Quick-Step \| + 6 min 40 s \| \| 10e \| Pavel Sivakov \| France \| UAE Team Emirates \| + 7 min 39 s \| |                   |           |                            |                  |
| |                   |           |                            |                  |
| Source : ProCyclingStats |                   |           |                            |                  |
| Classement général |                   |           |                            |                  |
| Coureur | Coureur           | Pays      | Équipe                     | Temps            |
| 1er | Primož Roglič     | Slovénie  | Red Bull-Bora-Hansgrohe    | 76 h 43 min 36 s |
| 2e | Ben O'Connor      | Australie | Decathlon-AG2R La Mondiale | + 1 min 54 s     |
| 3e | Enric Mas         | Espagne   | Movistar Team              | + 2 min 20 s     |
| 4e | Richard Carapaz   | Équateur  | EF Education-EasyPost      | + 2 min 54 s     |
| 5e | David Gaudu       | France    | Groupama-FDJ               | + 4 min 33 s     |
| 6e | Mattias Skjelmose | Danemark  | Lidl-Trek                  | + 4 min 47 s     |
| 7e | Carlos Rodríguez  | Espagne   | Ineos Grenadiers           | + 4 min 55 s     |
| 8e | Florian Lipowitz  | Allemagne | Red Bull-Bora-Hansgrohe    | + 5 min 55 s     |
| 9e | Mikel Landa       | Espagne   | Soudal Quick-Step          | + 6 min 40 s     |
| 10e | Pavel Sivakov     | France    | UAE Team Emirates          | + 7 min 39 s     |

| Classement par points | Classement par points | Classement par points | Classement par points     | Classement par points |
| Coureur               | Coureur               | Pays                  | Équipe                    | Points                |
| --------------------- | --------------------- | --------------------- | ------------------------- | --------------------- |
| 1er                   | Kaden Groves          | Australie             | Alpecin-Deceuninck        | 226 pts               |
| 2e                    | Max Poole             | Royaume-Uni           | Team dsm-firmenich PostNL | 118 pts               |
| 3e                    | Pablo Castrillo       | Espagne               | Equipo Kern Pharma        | 117 pts               |
| 4e                    | Primož Roglič         | Slovénie              | Red Bull-Bora-Hansgrohe   | 108 pts               |
| 5e                    | Pavel Bittner         | Tchéquie              | Team dsm-firmenich PostNL | 106 pts               |
| 6e                    | Mathias Vacek         | Tchéquie              | Lidl-Trek                 | 100 pts               |
| 7e                    | Marc Soler            | Espagne               | UAE Team Emirates         | 98 pts                |
| 8e                    | Harold Tejada         | Colombie              | Astana Qazaqstan Team     | 95 pts                |
| 9e                    | Mauro Schmid          | Suisse                | Team Jayco AlUla          | 89 pts                |
| 10e                   | Enric Mas             | Espagne               | Movistar Team             | 85 pts                |

| Classement par points | Classement par points | Classement par points | Classement par points     | Classement par points |
| Coureur               | Coureur               | Pays                  | Équipe                    | Points                |
| --------------------- | --------------------- | --------------------- | ------------------------- | --------------------- |
| 1er                   | Kaden Groves          | Australie             | Alpecin-Deceuninck        | 226 pts               |
| 2e                    | Max Poole             | Royaume-Uni           | Team dsm-firmenich PostNL | 118 pts               |
| 3e                    | Pablo Castrillo       | Espagne               | Equipo Kern Pharma        | 117 pts               |
| 4e                    | Primož Roglič         | Slovénie              | Red Bull-Bora-Hansgrohe   | 108 pts               |
| 5e                    | Pavel Bittner         | Tchéquie              | Team dsm-firmenich PostNL | 106 pts               |
| 6e                    | Mathias Vacek         | Tchéquie              | Lidl-Trek                 | 100 pts               |
| 7e                    | Marc Soler            | Espagne               | UAE Team Emirates         | 98 pts                |
| 8e                    | Harold Tejada         | Colombie              | Astana Qazaqstan Team     | 95 pts                |
| 9e                    | Mauro Schmid          | Suisse                | Team Jayco AlUla          | 89 pts                |
| 10e                   | Enric Mas             | Espagne               | Movistar Team             | 85 pts                |

| Classement de la montagne | Classement de la montagne | Classement de la montagne | Classement de la montagne | Classement de la montagne |
| Coureur                   | Coureur                   | Pays                      | Équipe                    | Points                    |
| ------------------------- | ------------------------- | ------------------------- | ------------------------- | ------------------------- |
| 1er                       | Marc Soler                | Espagne                   | UAE Team Emirates         | 57 pts                    |
| 2e                        | Jay Vine                  | Australie                 | UAE Team Emirates         | 56 pts                    |
| 3e                        | Pablo Castrillo           | Espagne                   | Equipo Kern Pharma        | 37 pts                    |
| 4e                        | Primož Roglič             | Slovénie                  | Red Bull-Bora-Hansgrohe   | 28 pts                    |
| 5e                        | Filippo Zana              | Italie                    | Team Jayco AlUla          | 27 pts                    |
| 6e                        | Marco Frigo               | Italie                    | Israel-Premier Tech       | 26 pts                    |
| 7e                        | Aleksandr Vlasov          | Bannière neutre           | Red Bull-Bora-Hansgrohe   | 25 pts                    |
| 8e                        | David Gaudu               | France                    | Groupama-FDJ              | 24 pts                    |
| 9e                        | Adam Yates                | Royaume-Uni               | UAE Team Emirates         | 22 pts                    |
| 10e                       | Mauro Schmid              | Suisse                    | Team Jayco AlUla          | 20 pts                    |

| Classement de la montagne | Classement de la montagne | Classement de la montagne | Classement de la montagne | Classement de la montagne |
| Coureur                   | Coureur                   | Pays                      | Équipe                    | Points                    |
| ------------------------- | ------------------------- | ------------------------- | ------------------------- | ------------------------- |
| 1er                       | Marc Soler                | Espagne                   | UAE Team Emirates         | 57 pts                    |
| 2e                        | Jay Vine                  | Australie                 | UAE Team Emirates         | 56 pts                    |
| 3e                        | Pablo Castrillo           | Espagne                   | Equipo Kern Pharma        | 37 pts                    |
| 4e                        | Primož Roglič             | Slovénie                  | Red Bull-Bora-Hansgrohe   | 28 pts                    |
| 5e                        | Filippo Zana              | Italie                    | Team Jayco AlUla          | 27 pts                    |
| 6e                        | Marco Frigo               | Italie                    | Israel-Premier Tech       | 26 pts                    |
| 7e                        | Aleksandr Vlasov          | Bannière neutre           | Red Bull-Bora-Hansgrohe   | 25 pts                    |
| 8e                        | David Gaudu               | France                    | Groupama-FDJ              | 24 pts                    |
| 9e                        | Adam Yates                | Royaume-Uni               | UAE Team Emirates         | 22 pts                    |
| 10e                       | Mauro Schmid              | Suisse                    | Team Jayco AlUla          | 20 pts                    |

| Classement du meilleur jeune | Classement du meilleur jeune | Classement du meilleur jeune | Classement du meilleur jeune | Classement du meilleur jeune |
| Coureur                      | Coureur                      | Pays                         | Équipe                       | Temps                        |
| ---------------------------- | ---------------------------- | ---------------------------- | ---------------------------- | ---------------------------- |
| 1er                          | Mattias Skjelmose            | Danemark                     | Lidl-Trek                    | 76 h 48 min 23 s             |
| 2e                           | Carlos Rodríguez             | Espagne                      | Ineos Grenadiers             | + 8 s                        |
| 3e                           | Florian Lipowitz             | Allemagne                    | Red Bull-Bora-Hansgrohe      | + 1 min 08 s                 |
| 4e                           | Matthew Riccitello           | États-Unis                   | Israel-Premier Tech          | + 1 h 08 min 07 s            |
| 5e                           | Max Poole                    | Royaume-Uni                  | Team dsm-firmenich PostNL    | + 1 h 20 min 24 s            |
| 6e                           | Valentin Paret-Peintre       | France                       | Decathlon-AG2R La Mondiale   | + 1 h 33 min 52 s            |
| 7e                           | Giovanni Aleotti             | Italie                       | Red Bull-Bora-Hansgrohe      | + 1 h 42 min 29 s            |
| 8e                           | Isaac Del Toro               | Mexique                      | UAE Team Emirates            | + 1 h 46 min 23 s            |
| 9e                           | Mauri Vansevenant            | Belgique                     | Soudal Quick-Step            | + 1 h 50 min 51 s            |
| 10e                          | William Junior Lecerf        | Belgique                     | Soudal Quick-Step            | + 2 h 00 min 08 s            |

| Classement du meilleur jeune | Classement du meilleur jeune | Classement du meilleur jeune | Classement du meilleur jeune | Classement du meilleur jeune |
| Coureur                      | Coureur                      | Pays                         | Équipe                       | Temps                        |
| ---------------------------- | ---------------------------- | ---------------------------- | ---------------------------- | ---------------------------- |
| 1er                          | Mattias Skjelmose            | Danemark                     | Lidl-Trek                    | 76 h 48 min 23 s             |
| 2e                           | Carlos Rodríguez             | Espagne                      | Ineos Grenadiers             | + 8 s                        |
| 3e                           | Florian Lipowitz             | Allemagne                    | Red Bull-Bora-Hansgrohe      | + 1 min 08 s                 |
| 4e                           | Matthew Riccitello           | États-Unis                   | Israel-Premier Tech          | + 1 h 08 min 07 s            |
| 5e                           | Max Poole                    | Royaume-Uni                  | Team dsm-firmenich PostNL    | + 1 h 20 min 24 s            |
| 6e                           | Valentin Paret-Peintre       | France                       | Decathlon-AG2R La Mondiale   | + 1 h 33 min 52 s            |
| 7e                           | Giovanni Aleotti             | Italie                       | Red Bull-Bora-Hansgrohe      | + 1 h 42 min 29 s            |
| 8e                           | Isaac Del Toro               | Mexique                      | UAE Team Emirates            | + 1 h 46 min 23 s            |
| 9e                           | Mauri Vansevenant            | Belgique                     | Soudal Quick-Step            | + 1 h 50 min 51 s            |
| 10e                          | William Junior Lecerf        | Belgique                     | Soudal Quick-Step            | + 2 h 00 min 08 s            |

| Classement par équipes | Classement par équipes     | Classement par équipes | Classement par équipes |
| Équipe                 | Équipe                     | Pays                   | Temps                  |
| ---------------------- | -------------------------- | ---------------------- | ---------------------- |
| 1re                    | UAE Team Emirates          | Émirats arabes unis    | 229 h 44 min 30 s      |
| 2e                     | Red Bull-Bora-Hansgrohe    | Allemagne              | + 37 min 44 s          |
| 3e                     | Decathlon-AG2R La Mondiale | France                 | + 1 h 25 min 43 s      |
| 4e                     | Team Visma \| Lease a Bike | Pays-Bas               | + 1 h 36 min 43 s      |
| 5e                     | Groupama-FDJ               | France                 | + 2 h 07 min 05 s      |
| 6e                     | Soudal Quick-Step          | Belgique               | + 2 h 18 min 21 s      |
| 7e                     | Lidl-Trek                  | États-Unis             | + 2 h 24 min 34 s      |
| 8e                     | Ineos Grenadiers           | Royaume-Uni            | + 2 h 34 min 59 s      |
| 9e                     | Movistar Team              | Espagne                | + 2 h 45 min 02 s      |
| 10e                    | Equipo Kern Pharma         | Espagne                | + 2 h 45 min 59 s      |

| Classement par équipes | Classement par équipes     | Classement par équipes | Classement par équipes |
| Équipe                 | Équipe                     | Pays                   | Temps                  |
| ---------------------- | -------------------------- | ---------------------- | ---------------------- |
| 1re                    | UAE Team Emirates          | Émirats arabes unis    | 229 h 44 min 30 s      |
| 2e                     | Red Bull-Bora-Hansgrohe    | Allemagne              | + 37 min 44 s          |
| 3e                     | Decathlon-AG2R La Mondiale | France                 | + 1 h 25 min 43 s      |
| 4e                     | Team Visma \| Lease a Bike | Pays-Bas               | + 1 h 36 min 43 s      |
| 5e                     | Groupama-FDJ               | France                 | + 2 h 07 min 05 s      |
| 6e                     | Soudal Quick-Step          | Belgique               | + 2 h 18 min 21 s      |
| 7e                     | Lidl-Trek                  | États-Unis             | + 2 h 24 min 34 s      |
| 8e                     | Ineos Grenadiers           | Royaume-Uni            | + 2 h 34 min 59 s      |
| 9e                     | Movistar Team              | Espagne                | + 2 h 45 min 02 s      |
| 10e                    | Equipo Kern Pharma         | Espagne                | + 2 h 45 min 59 s      |

## Abandons
Aucun abandon.